# Gomme-laque
La gomme-laque, ou shellac au Canada, est une laque issue de la sécrétion d'une cochenille asiatique, Kerria lacca. La résine obtenue est de couleur jaune/rouge ambrée, généralement fournie sous la forme de paillettes que l'on dissout dans de l'alcool à 95° pour en faire un vernis que l'on applique au tampon en ébénisterie et en lutherie. La gomme-laque peut aussi se dissoudre à chaud dans une solution aqueuse alcaline, en particulier en vue de fabriquer des colles ou des encres. Les industries alimentaire et pharmaceutique utilisent la gomme-laque, qui était autrefois utilisée comme plastique naturel afin de confectionner divers objets.

## Origine
La gomme-laque est produite par la femelle de la cochenille de l'espèce Kerria lacca qui vit dans les forêts du sud-est asiatique (notamment dans la région de l'Assam et en Thaïlande). L'insecte se fixe sur les troncs des arbres (ficus et aleurites) grâce à une résine qu'il sécrète. La récolte s'avère parfois fatale pour la cochenille qui est fortement collée à la résine. La couleur naturelle de la laque dépend fortement de la sève consommée par les cochenilles et la saison de la récolte. Deux couleurs dominent le marché : l'orange (Bysacki) et une couleur blonde (Kushmi).
Après purification et traitement, la substance forme des paillettes ambrées ou dorées. Pendant longtemps, les personnes qui ignoraient l'origine de la laque pensaient qu'elle était constituée d'ailes d'insecte en raison de la forme et de l'épaisseur des copeaux.

## Composition
La gomme-laque est un polymère naturel qui partage certaines propriétés avec les polymères synthétiques. Elle peut ainsi être assimilée à du plastique naturel et elle fut utilisée comme tel. Une fois mélangée à de la poussière de bois et moulée avec des méthodes alliant la chaleur et la pression, il est possible d'obtenir des pièces de thermoplastique. Le résultat est toutefois fragile et ne résiste pas aux dégradations dues au temps. Elle est soluble dans des solutions alcalines comme l'ammoniac, le borax, le carbonate de sodium, l'hydroxyde de sodium ainsi que dans divers solvants organiques, dont l'alcool éthylique est le plus utilisé (PRV2).
La composition de la gomme-laque dépend de la préparation. La matière brute recueillie sur les arbres peut être lavée pour obtenir de la laque préparée, dite seed lack ou laque en grains. Cette laque, fondue et tamisée à travers une toile de coton, donne la shell lack ou shellac, qui, fondue à nouveau et malaxée, puis solidifiée, donne la laque en écailles, dont il existe plusieurs colorations.
La laque en écaille est celle qui contient le plus de résine et le moins de matière colorante. C'est la seule que l'on trouve actuellement dans le commerce. Elle est composée de 90,9 % de résines, de 0.5 % de matière colorante, de 4 % de cire, de 2,8 % de gluten.
L'indice de réfraction de la gomme-laque influe sur l'aspect de surface et l'opacité des couches d'encre ou de peinture. Sa valeur, d'environ 1,54 ±0,02 à température ambiante, varie un peu d'un échantillon à l'autre et selon la température.

## Utilisation
Au XVIIe siècle, la gomme-laque entre dans la fabrication de la cire à cacheter.

### Peintures et vernis

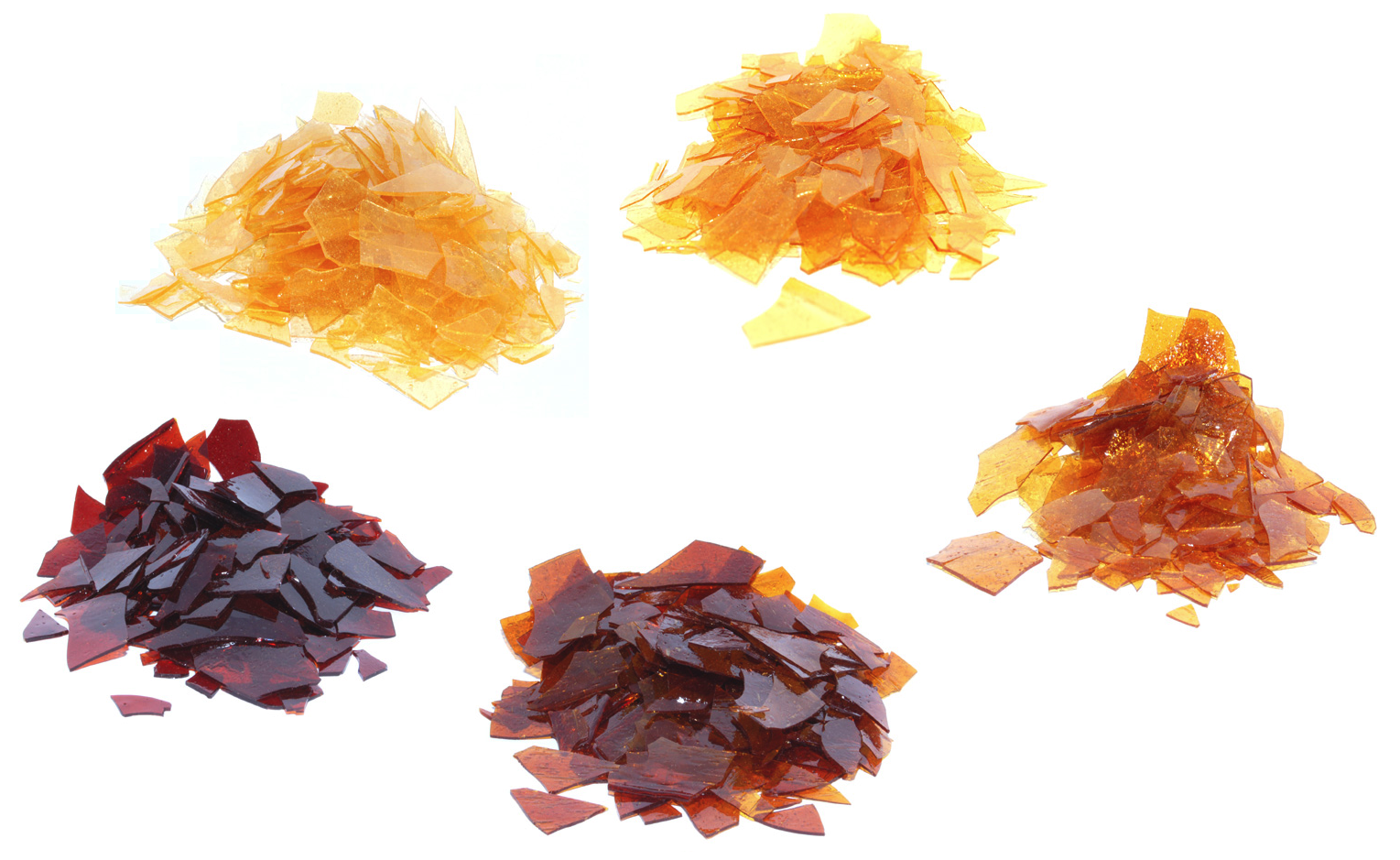
Plusieurs nuances de gomme-laque ou shellac.

La gomme-laque sert à la fabrication de vernis, de peintures et d'isolant électrique en industrie . 
C'est le vernis principal pour le mobilier et la menuiserie depuis la renaissance. La gomme-laque est le composant principal et unique du vernis au tampon.
Au XXe siècle, les vernis isolants des fils de bobinages d'appareils électriques, transformateurs, moteurs et autres sont à base de gomme laque, comme aussi les premières formules de laque à cheveux (PRV2). Des pages en braille étaient couvertes de gomme-laque pour les protéger des manipulations.
L'utilisation actuelle la plus fréquente reste la finition du bois. On la dissout fréquemment dans un mélange d'alcool éthylique à 95% (rarement méthylique), pour obtenir une préparation utilisable comme vernis traditionnel. 
Depuis le début des années 1990, la gomme-laque est disponible à pulvériser en base cellulosique. Ce nouveau produit permet une plus rapide exécution au tampon car réduisant le temps de remplissage du support. Cette variante moderne est aussi utilisée dans l’industrie de la fonderie, plus épaisse, pour être posée au pinceau.
La gomme-laque a aussi été utilisée pour la finition des crosses en bois du fusil d'assaut AK-47. La gomme-laque destinée aux applications industrielles est filtrée pour lui retirer ses impuretés et diminuer son taux de cire naturelle. La laque orangée est blanchie avec une solution d'hypochlorite de sodium pour obtenir la gomme-laque blanche, ainsi que des dérivés avec ou sans cire. D'où l'appellation: vernis déciré.
La gomme-laque passée sur les nœuds des bois résineux neutralise les remontées de résine. 
La gomme-laque étant compatible avec un grand nombre de matériaux utilisés pour la finition, elle peut être utilisée comme bouche-pores afin d'éviter que les traitements successifs ne s'infiltrent trop profondément dans le bois. Sous une forme assez diluée, on l'emploie comme couche d'apprêt pour de la peinture. Elle ne s'avère pas très résistante à l'abrasion ou aux solvants classiques, mais constitue une excellente barrière contre l'humidité.
L'utilisation de la gomme-laque comme liant pour les encres est attestée depuis plusieurs siècles. Elle figure comme liant du noir de fumée dans des recettes anciennes d'encre de Chine. Field donne en 1835 un procédé qu'il dit adapté d'une recette indienne pour dissoudre la gomme-laque dans l'eau boratée pour en faire du vernis. Aujourd'hui, plusieurs fabricants d'encre vendent des encres composées avec ce liant qui donne une surface brillante et indélébile après séchage.
La gomme-laque sert encore dans d'autres domaines, comme la protection de guidons de vélos ou le collage des boyaux (pneus tubulaires) de vélos de piste,.
Elle peut aussi être utilisée comme adhésif lors de la restauration de stylo-plumes anciens, en horlogerie, sur les montres à échappement à ancre pour fixer les rubis des palettes d'ancre ainsi que la cheville sur le plateau du balancier, également dans la facture instrumentale, pour coller des tampons en cuir sur les châssis métalliques des instruments à anches libres.

### Matière plastique naturelle

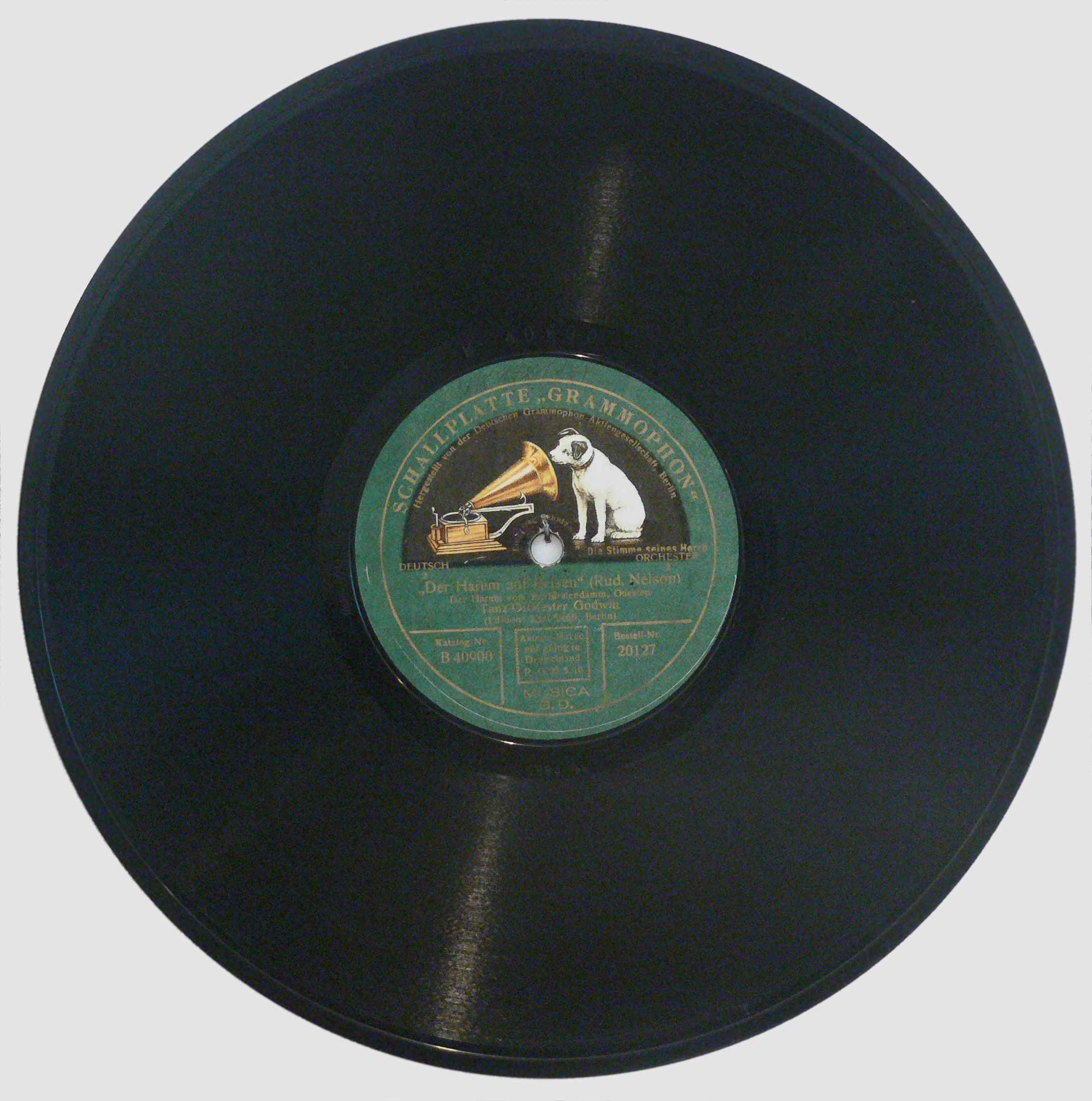
Disque 78 tours de la Deutsche Grammophon en gomme-laque.

La fusion facile de la gomme-laque, chargée ou non d'une matière améliorant sa résistance ou changeant son aspect, a permis depuis le milieu du XIXe siècle la fabrication d'objets comme les peignes, les bijoux, les assiettes, les cadres pour des photos ou encore les dentiers, jusqu'à l'arrivée du plastique synthétique durant la première moitié du XXe siècle.
La gomme-laque a ainsi été à la base de l'industrie du disque 78 tours. Elle fut remplacée progressivement par les plastiques synthétiques (bakélite, puis vinyle en 1938). Toutefois, la production de disques en gomme-laque continua jusque dans les années 1950 en Occident. D'autres pays du monde poursuivirent la fabrication jusque dans les années 1970.

### Industries alimentaire et pharmaceutique
La gomme-laque, comestible, est utilisée comme cire sur les bonbons et les pilules. Ses propriétés alcalines la rendent intéressantes pour protéger un médicament lors du transit dans le tube digestif et libérer le principe actif au bon endroit (dans l'intestin grêle ou le côlon). En agriculture, on l'utilise pour protéger les pommes qui perdent leur cire naturelle lors de la récolte et du nettoyage. Elle reçoit à ce titre le code E904 en tant qu'additif alimentaire. Les végétaliens évitent ce produit puisqu'il est d'origine animale.
La gomme-laque peut être un allergène par contact. Les symptômes sont des irritations de la peau.